# 文昌宫 (闽清县)
文昌宫，是位于中国福建省福州市闽清县梅溪镇樟洋村的一个清代古建筑，1992年入选第四批闽清县文物保护单位。
文昌宫是旧时樟洋一带的学生就学场地，始建于清朝，占地580平方米，内祭祀有孔子、文昌帝君等，为当地十里八乡村的社学。中华人民共和国成立后，文昌宫作为小学校舍，一直延续使用到1960年代，后荒废。2015年村民募资30万元人民币重修，现作为村内图书馆和健身中心使用。